# Kiczuj
Kiczuj (ros. Кичуй) – wieś (sieło) w Rosji, w Tatarstanie, w rejonie almietjewskim. W 2010 liczyła 550 mieszkańców.